# 所務沙汰
所務沙汰（しょむさた）は、中世日本で使用された用語であり、所領や年貢に関する相論や訴訟・裁判のことである。

## 概要
所務とは、元来、字義どおり仕事・職務を意味する言葉だったが、平安時代の荘園公領制の展開に伴い、荘園や公領の管理職務に付随する権利・義務を表すようになり、鎌倉時代頃には転じて所領等の不動産管理を意味した。その後、更に転じて所領からの収益管理を意味するようになった。
鎌倉幕府では所務沙汰を取り扱うのは引付衆であり、次のような手順で行われた。
1. 訴人（原告）からの訴状を問注所が受理し、引付衆へ進達する。
2. 引付衆は訴状を論人（被告）へ開示した上で、書面（陳状）で反論させた。陳状は引付衆を介して訴人へ渡された。この後、訴人から書面で2回反駁を加え、論人からも書面で2回反論できた。都合原告・被告から三回ずつ相手方に書面で主張できるようになっていた。これを三問三答という。
3. その上で当事者を招集し、引付衆の眼前で直接互いに相論をさせた。
4. 引付衆はその結果を評定会議へ上申し、評定会議で判決を行った後、勝訴人へ下知状を交付した。